# Hyles nicaea
Bướm đêm đại bàng Địa Trung Hải (Hyles nicaea) là một loài bướm đêm thuộc họ Sphingidae.

## Phân phối
Chúng được tìm thấy ở phía nam Bồ Đào Nha và Tây Ban Nha mặc dù miền Nam Châu Âu để Thổ Nhĩ Kỳ. Nó cũng được tìm thấy trên các Balearic Islands và ở phía tây nam Bungary.

## Sự miêu tả
Chúng có sải cánh là 80–100 mm.

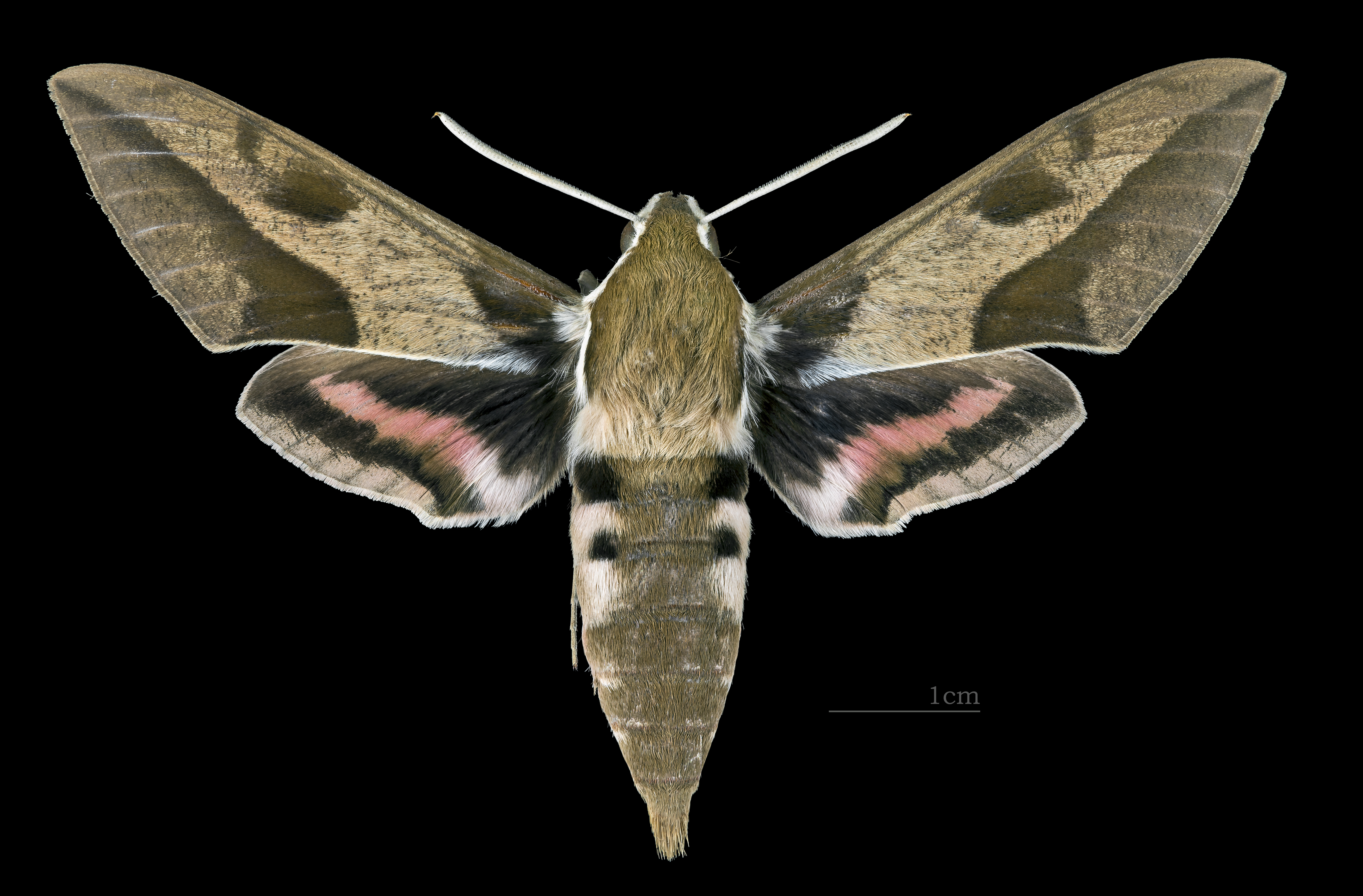
Hyles nicaea nicaea ♂
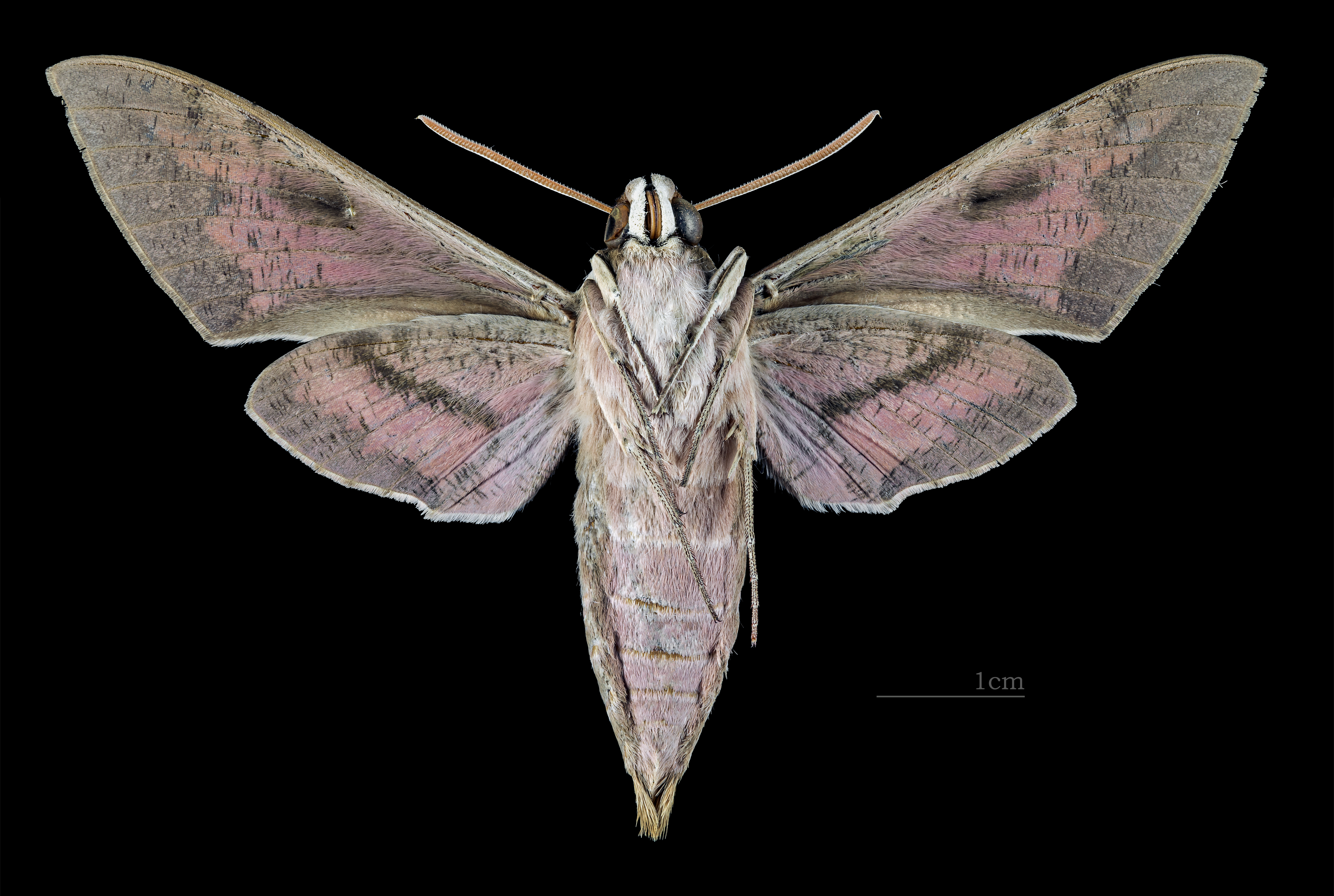
Hyles nicaea nicaea ♂  △
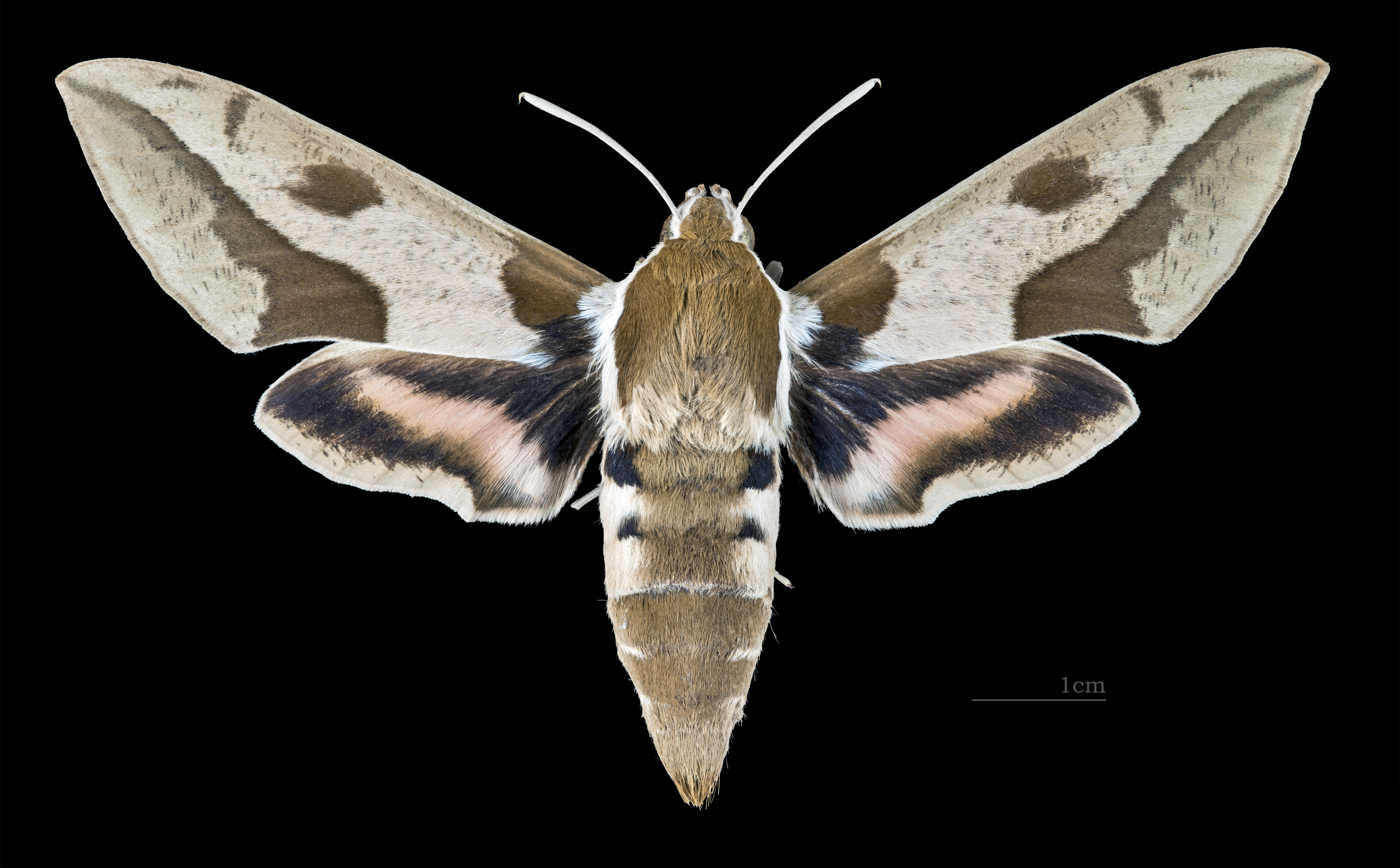
Hyles nicaea nicaea ♀
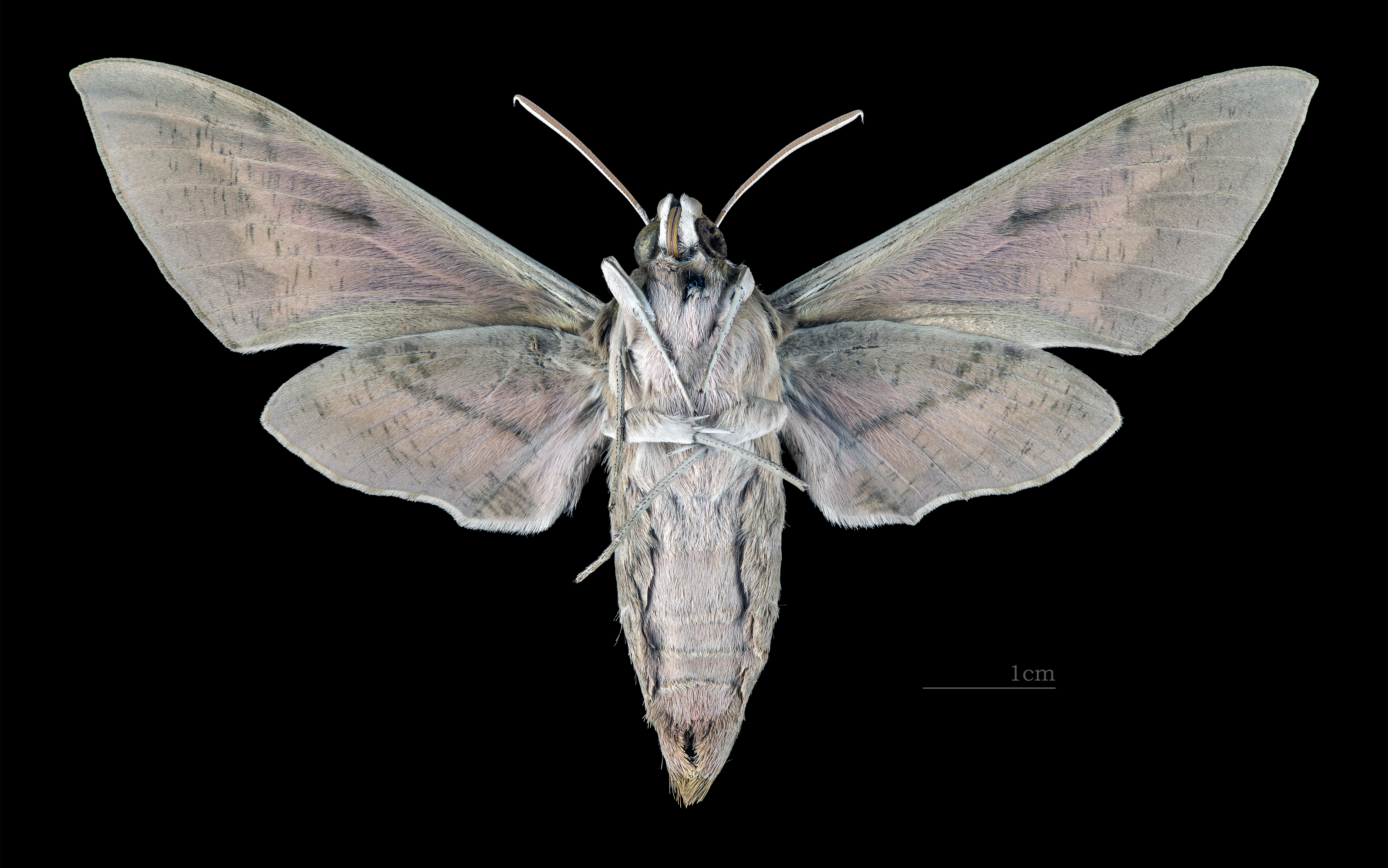
Hyles nicaea nicaea ♀ △

## Sinh học
Con lớn mọc cánh vào tháng 6 trong một thế hệ. Vào những lúc có một thế hệ thứ hai một phần vào tháng Tám. Phân loài castissima' mọc cánh từ tháng năm đến tháng sáu và từ tháng bảy-tháng tám ở hai thế hệ. Phân loài' orientalis mọc cánh từ Tháng sáu-tháng bảy trong một thế hệ. Phân loài sheljuzkoi' là mọc cánh vào tháng Năm và tháng Bảy / tháng Tám ở 2-3 thế hệ.
Ấu trùng ăn loài Euphorbia, bao gồm Euphorbia nicaeensis. Phân loài orientalis ăn Euphorbia petrophila và Euphorbia seguieriana và sheljuzkoi đã được ghi nhận trên Euphorbia oxydonta ở Jordan.

## Phụ loài
- Hyles nicaea nicaea
- Hyles nicaea lathyrus (Đông Afghanistan, tây bắc Ấn Độ và Xizang)
- Hyles nicaea castissima (Atlas mountains Bắc châu Phi)
- Hyles nicaea sheljuzkoi (Liban và miền bắc Israel to miền tây Tân Cương ở Trung Quốc)
- Hyles nicaea orientalis (Nam Krym và miền tây Transcaucasia)

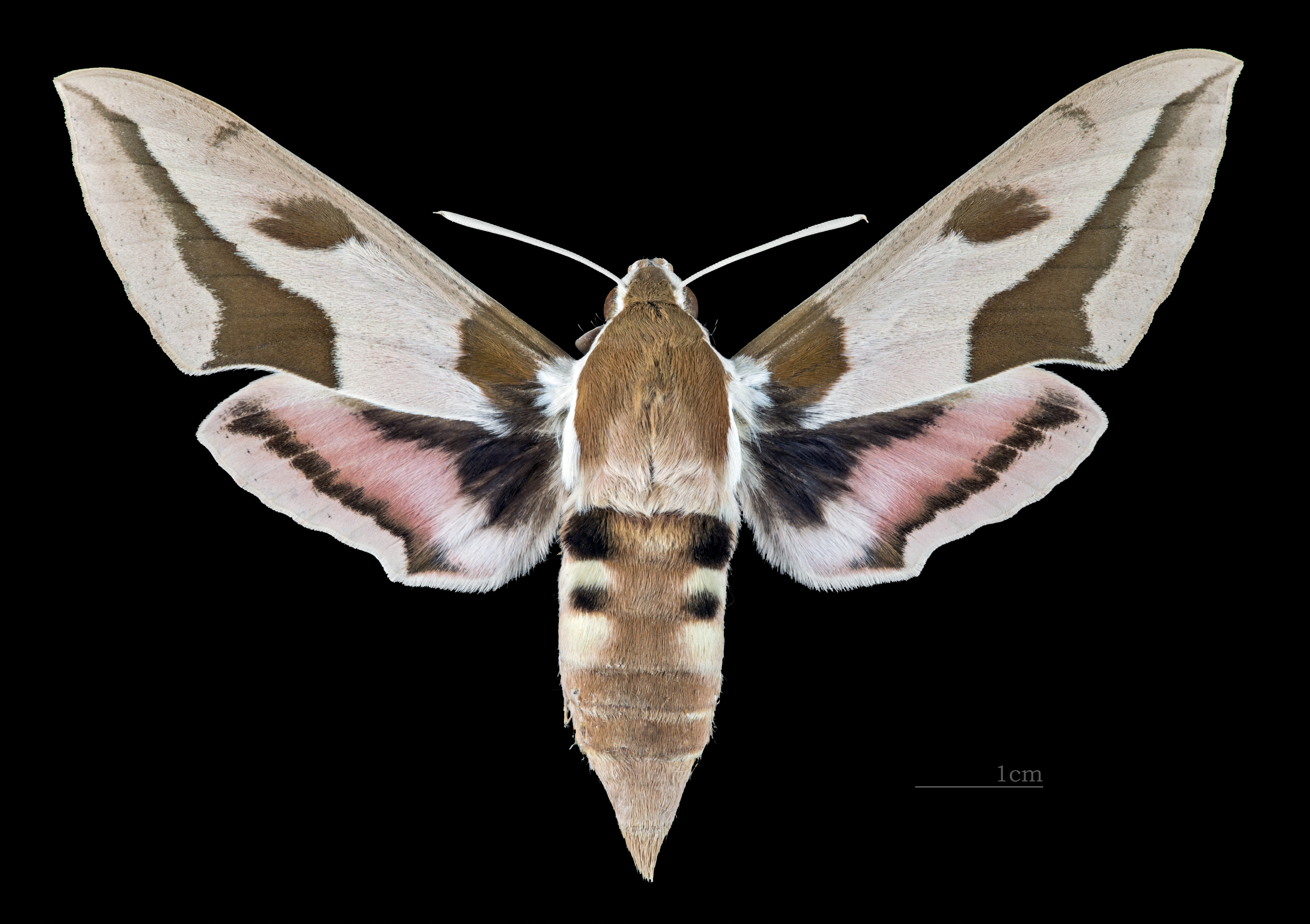
Hyles nicaea castissima ♀
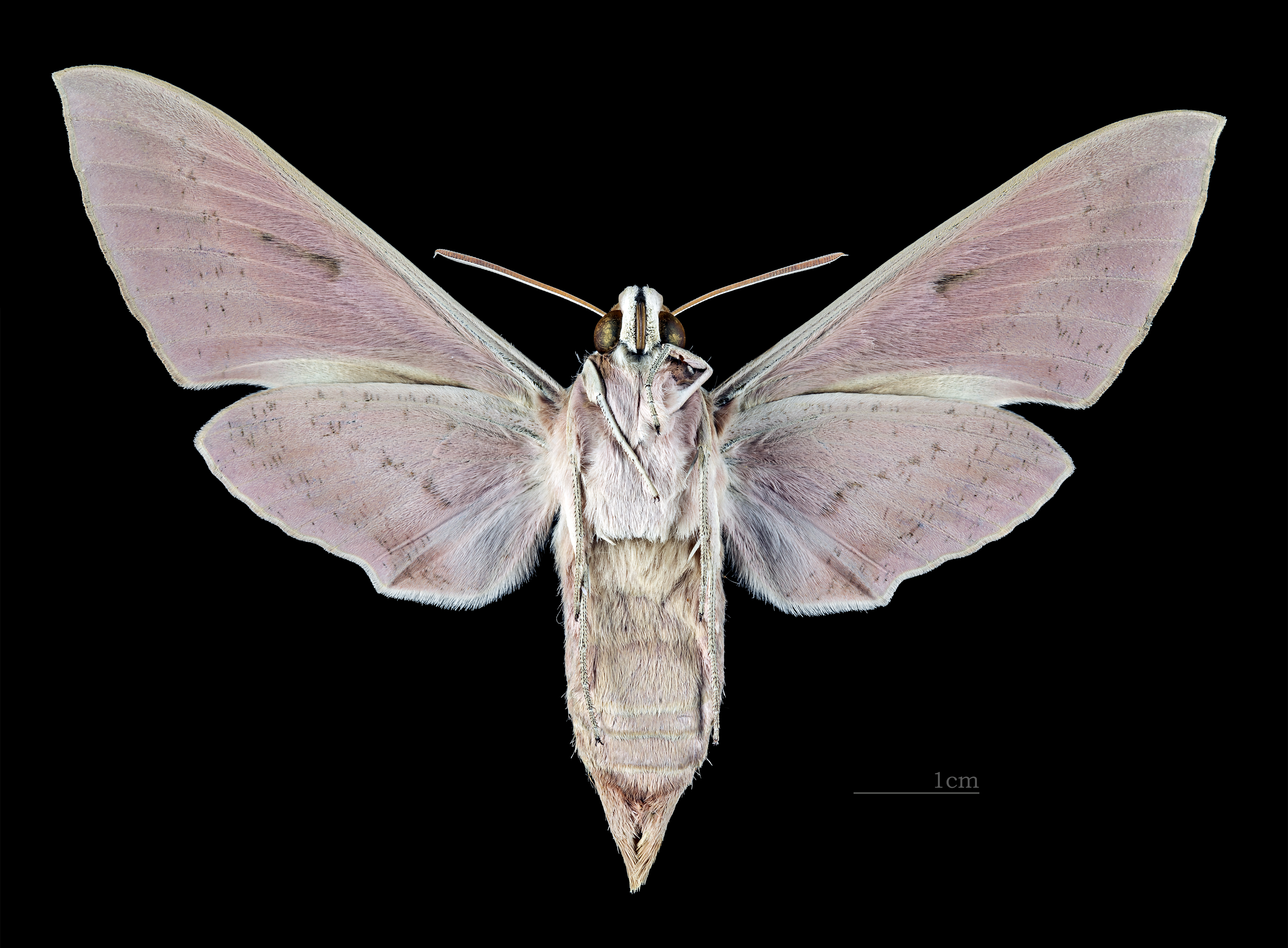
Hyles nicaea castissima ♀ △

## Hình ảnh

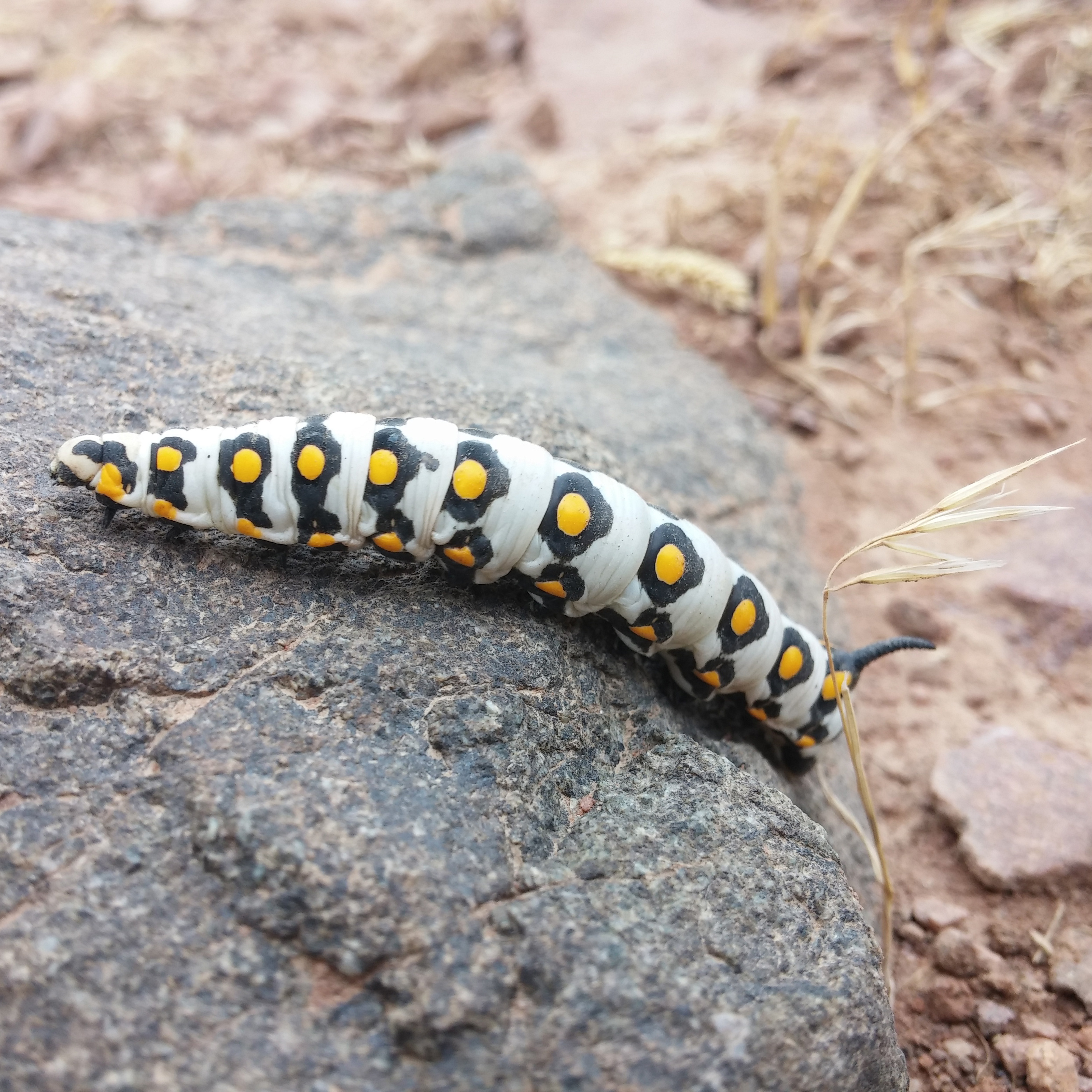
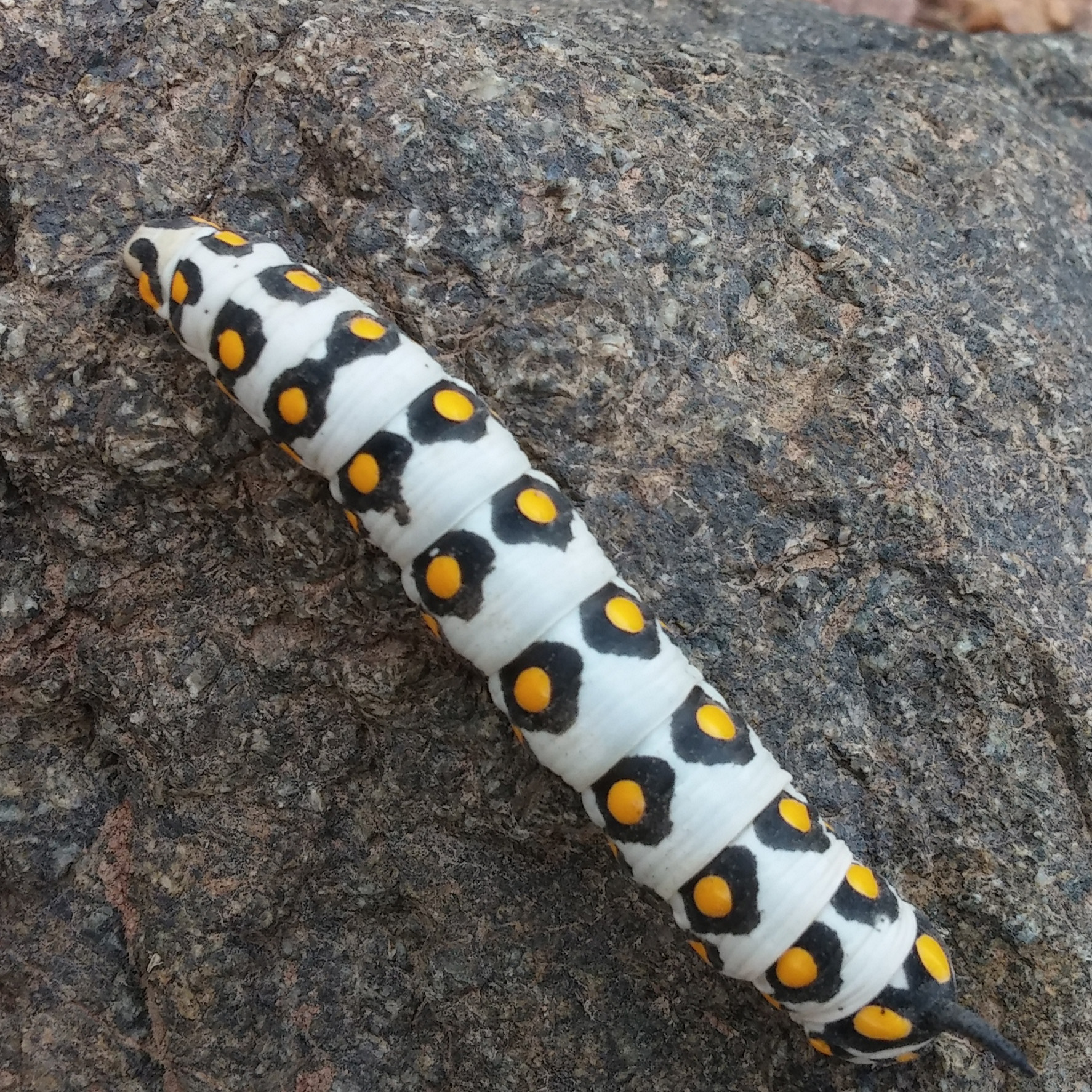